# Sebastes joyneri
Sebastes joyneri är en fiskart som beskrevs av Günther, 1878. Sebastes joyneri ingår i släktet Sebastes och familjen kungsfiskar. Inga underarter finns listade i Catalogue of Life.